# Journalistutbildningen vid Lunds universitet
Journalistutbildningen vid Lunds universitet är en del av Institutionen för kommunikation. Sökande behöver ha läst minst tre terminers studier vid universitet eller högskola för att uppnå utbildningens behörighetskrav. Antagning sker en gång om året inför höstterminen.
Sedan 2022 är Journalistutbildningen belägen i Media Evolution City i Malmö. 